# Lijst van wettelijk beschermde planten in Aruba
Een lijst van wettelijk beschermde planten in Aruba omvat 69 plantensoorten die opgenomen staan in het ‘Landsbesluit bescherming inheemse flora en fauna op Aruba’. De bescherming richt zich op Arubaanse inheemse planten- en diersoorten die met uitsterven worden bedreigd of waarvan een duurzame aanwezigheid wenselijk wordt geacht.
Het op 15 augustus 2017 in werking getreden landsbesluit is een samenvoeging van de beschermde soorten, genoemd in de Natuurbeschermingsverordening 1995 en de Marien milieuverordening met toevoeging van de soorten die onder de bescherming van het CITES-verdrag en het SPAW-protocol vallen. Te zee en op de stranden ligt het toezicht en opsporing bij de Kustwacht tezamen met het Korps Politie Aruba. De handhaving te land is in handen van park rangers van Nationaal park Arikok als de inspecteurs bij de Directie Natuur en Milieu (DNM).

## Beschermde plantensoorten
| Afbeelding | Wetenschappelijke naam                                 | Naam (PAP/NL)                                     | Status |
| ---------- | ------------------------------------------------------ | ------------------------------------------------- | ------ |
|            | Acanthocereus tetragonus                               | Cushicuri of Cadushi di colebra                   |        |
|            | Agave arubensis                                        | Cuco di Indjan                                    | EN     |
|            | Agave rutenniae                                        |                                                   | EN     |
|            | Avicennia germinans                                    | Mangel preto / Zwarte mangrove                    |        |
|            | Brassavola nodosa                                      | Orquidia di mondi                                 | EN     |
|            | Bromelia humilis                                       | Teco                                              | EN     |
|            | Bursera karsteniana                                    | Palisia cora                                      |        |
|            | Bursera simaruba                                       | Palisia dushi                                     | EN     |
|            | Bursera tomentosa                                      | Palisia blanco                                    |        |
|            | Cactaceae                                              | Cactusfamilie                                     | EN     |
|            | Cakile lanceolata                                      |                                                   | EN     |
|            | Canavalia rosea                                        | Bonchi di lama                                    |        |
|            | Cynophalla flexuosa (syn. Capparis flexuosa)           | Stoki of Yerba di mosterd                         | EN     |
|            | Capparis indica (syn. Quadrella indica)                | Huliba macho                                      | EN     |
|            | Castela erecta                                         |                                                   | EN     |
|            | Celtis iguanaea                                        | Beishi di yuana                                   | EN     |
|            | Ceratosanthes palmata                                  | Batata di zumbi                                   | EN     |
|            | Cereus repandus                                        | Cadushi / Breba / Appelcactus                     |        |
|            | Cissampelos pareira                                    | Rais di pataca of Yerba di pataca                 | EN     |
|            | Clusia rosea                                           |                                                   | EN     |
|            | Condalia henriquezii                                   | Beshi preto                                       | EN     |
|            | Conocarpus erectus var. erectus                        | Fofoti                                            |        |
|            | Corallinaceae (familie)                                |                                                   | EN     |
|            | Crataeva tapia                                         | Giron                                             | EN     |
|            | Cynanchum boldinghii                                   | Mari di palu                                      | EN     |
|            | Datura stramonium                                      | Yerba stinki / Doornappel                         | EN     |
|            | Erythrina velutina                                     | Palo di bonchi of Bonchi di carta                 | EN     |
|            | Ficus brittonii                                        | Mahawa                                            | EN     |
|            | Geoffroea spinosa                                      | Taki                                              | EN     |
|            | Guaiacum sanctum                                       | Wayaca macho                                      | EN     |
|            | Guapira fragrans                                       | Bembe di porco                                    | EN     |
|            | Guapira pacurero                                       | Macubari                                          |        |
|            | Haematoxylum brasiletto                                | Mata di Brasil / Stokvishout                      |        |
|            | Halodule wrightii                                      |                                                   | EN     |
|            | Halophila baillonis                                    |                                                   | EN     |
|            | Halophila decipiens                                    |                                                   | EN     |
|            | Halophila engelmannii                                  |                                                   | EN     |
|            | Ipomoea incarnata                                      | Yerba di glas                                     | EN     |
|            | Jacquemontia nodiflora (syn. Convulvus nodiflora)      |                                                   | EN     |
|            | Krugiodendron ferreum                                  | Wayakito / Coushati                               | EN     |
|            | Laguncularia racemosa                                  | Mangel shimaron of Mangel blanco / Witte mangrove |        |
|            | Manihot carthaginensis                                 | Yuca di mondi / Bittere cassave                   | EN     |
|            | Maytenus sieberiana                                    | Palo di colebra                                   | EN     |
|            | Maytenus tetragona                                     |                                                   | EN     |
|            | Melocactus macracantus                                 | Bushi                                             |        |
|            | Melocactus stramineus                                  | Bushi / Spaanse juffer                            |        |
|            | Melocactus X Bozsingianus                              | Bushi                                             |        |
|            | Metopium brownei                                       | Manzalinja macho of Mansaniya bobo                | EN     |
|            | Morisonia americana                                    | Bushicuri                                         | EN     |
|            | Myrmecophila humboldtii (syn. Schomburgkia humboldtii) | Banana shimaron                                   | EN     |
|            | Opuntia caracassana                                    | Tuna / Spaanse juffer                             |        |
|            | Opuntia curassavica                                    | Sumpiña di colebra of Tuna di colebra             |        |
|            | Paspalum curassavicum                                  |                                                   | EN     |
|            | Pereskia guamacho (syn. Leuenbergeria guamacho)        | Azufro of Supi                                    | EN     |
|            | Pilosocereus lanuginosus                               | Cadushi pushi of Breba di pushi                   |        |
|            | Pithecellobium platylobum (syn. Sphinga platyloba)     | Huñagato                                          | EN     |
|            | Pluchea carolinensis                                   | Salvia                                            | EN     |
|            | Rhizophora mangle                                      | Mangel tam / Roze mangrove                        |        |
|            | Ruppia maritima                                        | Yerba di chogogo / Snavelruppia                   | EN     |
|            | Salicornia perennis (syn. Sarcoconia perennis)         | Meerjarige zeekraal                               | EN     |
|            | Schoepfia schreberi                                    | Mata combles                                      | EN     |
|            | Serjania curassavica                                   | Behuco                                            | EN     |
|            | Sesuvium portulacastrum                                | Banana di rif / Zeepostelein                      |        |
|            | Spondias mombin                                        | Hoba / Gele mombinpruim                           | EN     |
|            | Stenocereus griseus                                    | Cadushi                                           |        |
|            | Strumpfia maritima                                     | Bai no bolbe                                      |        |
|            | Syringodium filiforme                                  |                                                   | EN     |
|            | Thalassia testudinum                                   |                                                   |        |
|            | Tournefortia volubilis                                 |                                                   | EN     |
|            | Trixis inula                                           |                                                   | EN     |

 = bedreigd
 = niet bedreigd